# Онежицы
Онежицы — деревня в Заклинском сельском поселении Лужского района Ленинградской области.

## История
Впервые упоминается в писцовой книге Водской пятины 1500 года, как деревня Онежыци в Дмитриевском Городенском погосте Новгородского уезда.
Деревня Онежицы обозначена на карте Санкт-Петербургской губернии Ф. Ф. Шуберта 1834 года.

ОНЕЖИЦЫ — деревня принадлежит: генерал-майорше Ададуровой, число жителей по ревизии: 19 м. п., 20 ж. п.

полковнику Якимову с женою, число жителей по ревизии: 11 м. п., 10 ж. п.

генерал-майору Ланскому, число жителей по ревизии: 15 м. п., 17 ж. п. (1838 год)

Деревня Онежицы отмечена на карте профессора С. С. Куторги 1852 года.

ОНЕЖИЦЫ — деревня госпожи Ададуровой, по просёлочной дороге, число дворов — 14, число душ — 50 м. п. (1856 год)

Согласно X-ой ревизии 1857 года деревня состояла из трёх частей:

1-я часть: число жителей — 21 м. п., 18 ж. п.
  
2-я часть: число жителей — 32 м. п., 29 ж. п. (из них дворовых людей — 11 м. п., 9 ж. п.)

3-я часть: число жителей — 11 м. п., 9 ж. п.

ОНЕЖИЦЫ — деревня владельческая при реке Луге, число дворов — 14, число жителей: 50 м. п., 48 ж. п. (1862 год)

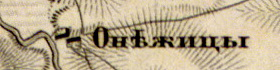
Деревня Онежицы на карте 1863 года

В 1865 году временнообязанные крестьяне деревни Онежиц выкупили свои земельные наделы у С. А. Чхейзе и стали собственниками земли.
В 1871—1873 годах временнообязанные крестьяне выкупили свои земельные наделы у П. И. и Е. З. Якимовых.
Согласно подворной описи Удрайского общества Городенской волости 1882 года, деревня состояла из трёх частей:
 
1) бывшее имение Чхейзе, домов — 8, душевых наделов — 17, семей — 5, число жителей — 17 м. п., 19 ж. п.; разряд крестьян — собственники.
  
2) бывшее имение Франка, домов — 15, душевых наделов — 21, семей — 10, число жителей — 24 м. п., 27 ж. п.; разряд крестьян — собственники

3) бывшее имение наследников Якимова, домов — 6, душевых наделов — 11, семей — 4, число жителей — 12 м. п., 11 ж. п.; разряд крестьян — собственники.
В XIX веке деревня административно относилась к Городенской волости 2-го земского участка 1-го стана Лужского уезда Санкт-Петербургской губернии, в начале XX века — 2-го стана.
По данным «Памятной книжки Санкт-Петербургской губернии» за 1905 год, деревня Онежицы входила в Удрайское сельское общество.
С 1917 по 1924 год деревня находилась в составе Вычелобского сельсовета Городенской волости Лужского уезда.
С февраля 1924 года, в составе Раковенского сельсовета.

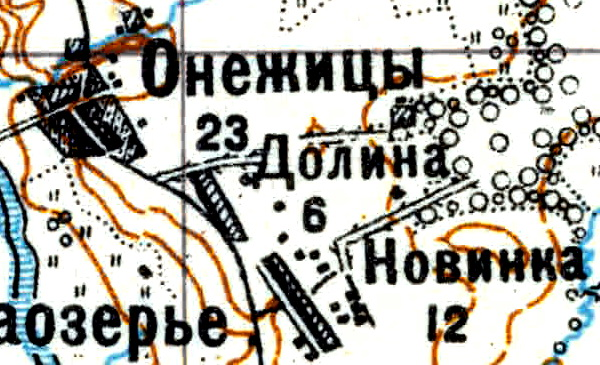
Деревня Онежицы карте 1926 года

Согласно топографической карте 1926 года деревня Онежицы насчитывала 23 двора. Смежно с её южной окраиной находились деревни Долина и Новинка.
В 1928 году население деревни составляло 115 человек.
По данным 1933 года деревня Онежицы входила в состав Раковенского сельсовета Лужского района.
C 1 августа 1941 года по 31 января 1944 года деревня находилась в оккупации.
В 1958 году население деревни составляло 34 человека.
По данным 1966 года деревня Онежицы также входила в состав Раковенского сельсовета.
По данным 1973 и 1990 годов деревня Онежицы входила в состав Лужского сельсовета.
В 1997 году в деревне Онежицы Заклинской волости проживали 7 человек, в 2002 году — 11 человек (все русские).
В 2007 году в деревне Онежицы Заклинского СП проживали 2 человека.

## География
Деревня расположена в юго-восточной части района на автодороге 41К-656 (Вычелобок — Онежицы), у административной границы с Новгородской областью.
Расстояние до административного центра поселения — 19 км.
Расстояние до ближайшей железнодорожной станции Луга — 20 км.
Деревня находится на правом берегу реки Луга.

## Демография
| 1838 | 1862 | 1928 | 1958 | 1997 | 2007 | 2010 |
| ---- | ---- | ---- | ---- | ---- | ---- | ---- |
| 92   | ↗98  | ↗115 | ↘34  | ↘7   | ↘2   | ↗9   |
| 2017 |      |      |      |      |      |      |
| ↘4   |      |      |      |      |      |      |

## Улицы
Набережная.

## Садоводства
Онежицы.